# KIF Copenhague
Pour les articles homonymes, voir Kif.
Maillots
Dernière mise à jour : 27 décembre 2020.
Le KIF Copenhague est un club de handball né en 2012 de la fusion entre deux clubs danois, l'AG Copenhague, en liquidation judiciaire, et le KIF Kolding.
Depuis lors, il évolue en Championnat du Danemark.
Le 31 mars 2018, le club renonce à sa partie Copenhague pour redevenir KIF Kolding.

## Histoire

### AG Copenhague
L'AG Copenhague est créé en 2010 après la fusion des clubs FC Copenhague et AG Håndbold grâce à son président et mécène Jesper "Kasi" Nielsen. Ayant pour objectif d’en faire le club scandinave de référence, les nouvelles ambitions du club sur les scènes danoise et européenne sont illustrées par un recrutement de nombreuses stars scandinaves, avec notamment le Danois Mikkel Hansen, l’Islandais Olafur Stefansson ou encore le Suédois Kim Andersson dont l’arrivée était prévue pour la saison 2012-2013. Le succès est tout d’abord au rendez-vous puisque le club remporte par deux fois le championnat du Danemark et atteint le Final 4 de la Ligue des Champions en 2012.
Toutefois, la démission en juillet 2012 de son mécène conduit à la mise en liquidation judiciaire du club par les autorités danoises, ce qui pourrait conduire soit à une disparition pure et simple du club, soit à une rétrogradation au 3e niveau national danois. Par conséquent, tous les joueurs sont libérés de leur contrat. Le club est également retiré de la Ligue des champions masculine de l'EHF 2012-2013 (où il devait notamment rencontrer Chambéry) et est remplacé par le BSV Bjerringbro-Silkeborg.

### Kolding IF
Le club de Kolding est l'une des grosses pointures du handball danois et même européen dans les années 1990 et années 2000. En effet, lors de ces années, il a accumulé douze titres de champion du Danemark et sept coupes nationales. Régulièrement qualifié en Ligue des champions, le club réalise un superbe parcours lors de la saison 2001/2002 puisque le club atteint les demi-finales où il est éliminé par les Allemands du SC Magdebourg (29–19; 28–25). Auparavant, le club avait éliminé les ukrainiens du ZTR Zaporijia au deuxième tour de qualification, dominé le groupe A dans lequel se trouvait le club espagnol du PSA Pampelune, les Portugais du Sporting Lisbonne et les Yougoslaves du RK Lovćen Cetinje puis avait écarté en quart de finale les Suédois du Redbergslids IK.

### Depuis la fusion
Le 17 août 2012, l'AG Copenhague et le KIF Kolding fusionne pour donner naissance au KIF Copenhague.
Pour la saison 2012/2013, soit sa première saison, le KIF Copenhague se qualifie pour la phase de groupe de la Ligue des champions 2012-2013 à la suite d'une deuxième place en championnat du Danemark.
Alors que durant la saison 2013/2014, le club dispute sa première campagne européenne en Ligue des champions.
Qualifié en phase de pool, le club tombe dans le groupe B, dans lequel il se qualifie à la suite d'une deuxième place derrière le club allemand du THW Kiel et devant les Polonais du KS Vive Targi Kielce et du Orlen Wisła Płock, des portugais FC Porto Vitalis et des français de l(US Dunkerque HBGL mais fut éliminé en huitième de finale à la suite de deux défaites face au club macédonien du RK Metalurg Skopje.
Cet élimination permit au club de se focaliser plus sur le championnat qu'il remporta au détriment du Aalborg Håndbold sur un score de 35 à 42.

### Bilan saison par saison
| Saison    | Niveau | Place         | Europe              |
| --------- | ------ | ------------- | ------------------- |
| 2012-2013 | D1     | Vice-champion | --                  |
| 2013-2014 | D1     | Champion      | C1 : 1/8 de finale  |
| 2014-2015 | D1     | Champion      | C1 : 1/8 de finale  |
| 2015-2016 | D1     | 6e            | C1 : phase de poule |
| 2016-2017 | D1     | 8e (en)       | --                  |
| 2017-2018 | D1     | 13e (en)      | --                  |

## Palmarès
| Compétitions internationales                           | Compétitions nationales |
| - Ligue des champions - Huitième de finale : 2013-2014 | - championnat du Danemark (2) : 2013-2014, 2014-2015 - Vice-champion : 2012-2013 - Coupe du Danemark (1) : 2013 - Supercoupe du Danemark (2) : 2014, 2015 |

## Parcours en Coupe d'Europe
| Années    | Compétition         | Tours    | Opposants              | Allers | Retours | Résultats | Rapports |
| 2013-2014 | Ligue des Champions | Groupe B | FC Porto Vitalis       | 25-20  | 27-24   | 1V/1D     | Rapport  |
| 2013-2014 | Ligue des Champions | Groupe B | THW Kiel               | 24-26  | 29-26   | 1V/1N     | Rapport  |
| 2013-2014 | Ligue des Champions | Groupe B | US Dunkerque HBGL      | 26-24  | 18-20   | 2D        | Rapport  |
| 2013-2014 | Ligue des Champions | Groupe B | Orlen Wisła Płock      | 23-22  | 25-26   | 2V        | Rapport  |
| 2013-2014 | Ligue des Champions | Groupe B | Vive Targi Kielce      | 29-24  | 25-26   | 2V        | Rapport  |
| 2013-2014 | Ligue des Champions | 1/8      | RK Metalurg Skopje     | 26-30  | 23-17   | 53-43     | Rapport  |
| 2015-2016 | Ligue des Champions | Groupe B | SG Flensburg-Handewitt | 35-21  | 27-20   | 1V/1D     | Rapport  |
| 2015-2016 | Ligue des Champions | Groupe B | Beşiktaş JK            | 34-31  | 24-33   | 2V        | Rapport  |
| 2015-2016 | Ligue des Champions | Groupe B | Alingsås HK            | 34-33  | 19-23   | 2V        | Rapport  |
| 2015-2016 | Ligue des Champions | Groupe B | FC Barcelone           | 27-27  | 33-27   | 1N/1D     | Rapport  |
| 2015-2016 | Ligue des Champions | Groupe B | Orlen Wisła Płock      | 30-30  | 28-29   | 1N/1D     | Rapport  |
| 2015-2016 | Ligue des Champions | 1/8      | RK PDD Zagreb          | 17-22  | 23-21   | 40-43     | Rapport  |

### Clubs rencontrés en Coupe d'Europe
- THW Kiel
- SG Flensburg-Handewitt
- RK Zagreb
- FC Barcelone
- US Dunkerque HBGL
- RK Metalurg Skopje
- Orlen Wisła Płock
- Vive Targi Kielce
- FC Porto Vitalis
- Alingsås HK
- Beşiktaş JK

## Infrastructures
Depuis la fusion des deux clubs, le club a choisi de jouer la moitié de ses matchs à la Kolding-Hallen (2 650 places), soit l'ancienne salle du Kolding IF, et l'autre moitié à la Brøndby Hall (4 400 places), soit l'ancienne salle de l'AG Copenhague.